# Wildschutzgebiet Huai Kha Khaeng
Das Wildschutzgebiet Huai Kha Khaeng (Thai: เขตรักษาพันธุ์สัตว์ป่าห้วยขาแข้ง, Aussprache: [kʰèːt ráksǎː pʰan sàt pàː hûaj kʰǎː kʰɛ̂ng]) ist ein Wildschutzgebiet in den Provinzen (Changwat) Kanchanaburi, Tak und Uthai Thani in Nord-Thailand. Es wurde 1991 in die Liste der Weltnaturerbe der UNESCO aufgenommen. Das Schutzgebiet beherbergt, zusammen mit angrenzenden Gebieten wie Thung Yai, die weltweit größte Population des stark gefährdeten Indochinesischen Tigers. Zudem ist es eines der wichtigsten Refugien für zahlreiche weitere bedrohte Großtierarten. Darunter Asiatische Elefanten, Nebelparder, Wasserbüffel, Bantengs, Gaure und Schabrackentapire.

## Lage
Das Wildschutzgebiet Huai Kha Khaeng liegt im Tenasserim-Gebirge an der westlichen Staatsgrenze von Thailand zu Myanmar, am südlichen Ende der Berghöhen von Dao Na.
Mit dem angrenzenden aber getrennt verwalteten Wildschutzgebiet Thung Yai Naresuan ist es eines der größten Schutzgebiete Südostasiens. Zusammen mit weiteren Schutzgebieten bilden die beiden Reservate den Western Forest Complex, die größte zusammenhängende geschützte Fläche des südostasiatischen Festlands.

## Topographie
Die heute ausgewiesene Fläche des Wildschutzgebiets beträgt 257.464 Hektar, nachdem es 1986 erweitert worden war.
Das Gelände ist allgemein hügelig und weist ganzjährige und jahreszeitliche Gewässer auf. Die Höhe reicht von 250 Metern bis 1678 Metern.

## Fauna und Flora

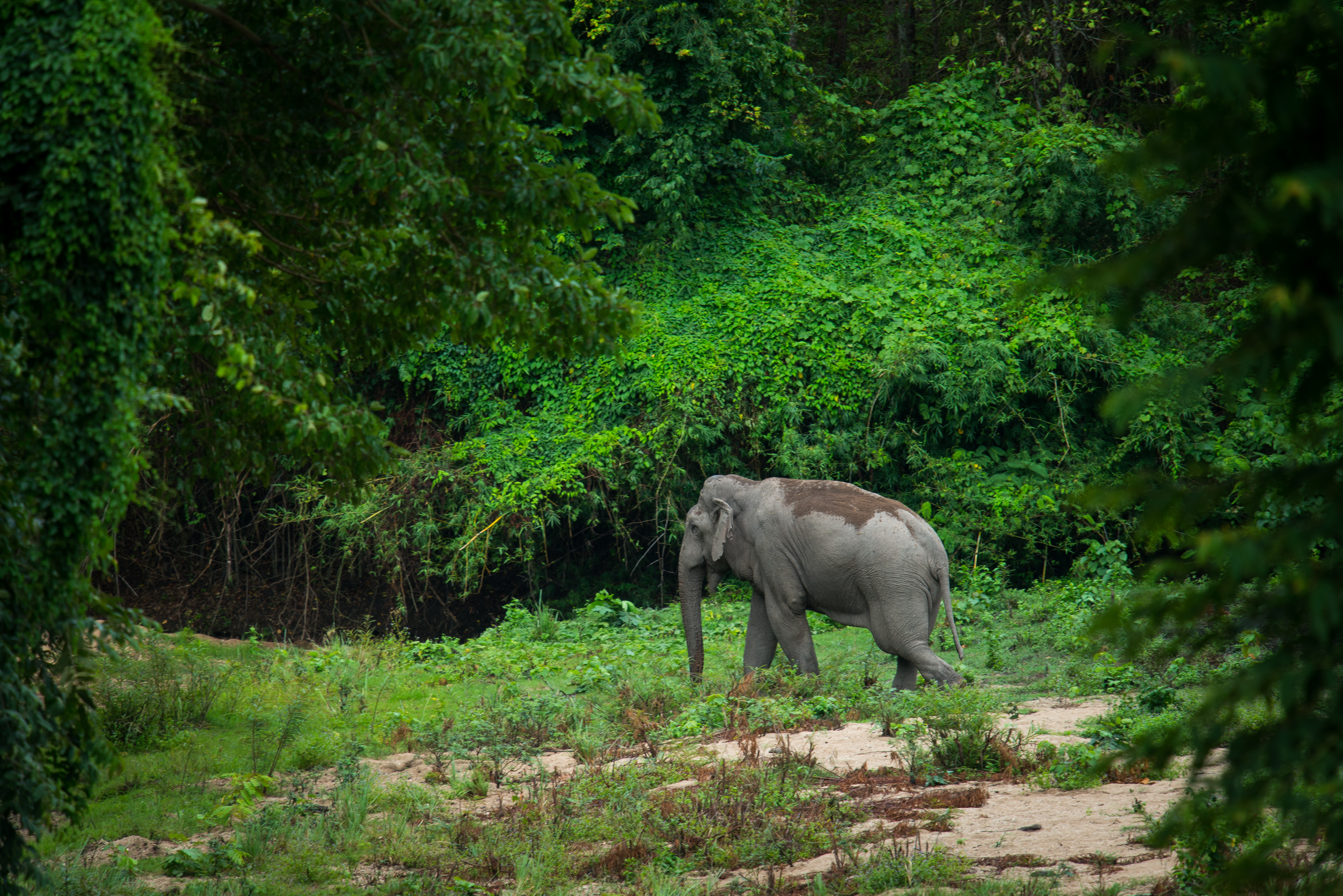
Wilder asiatischer Elefant in Huai Kha Khaeng

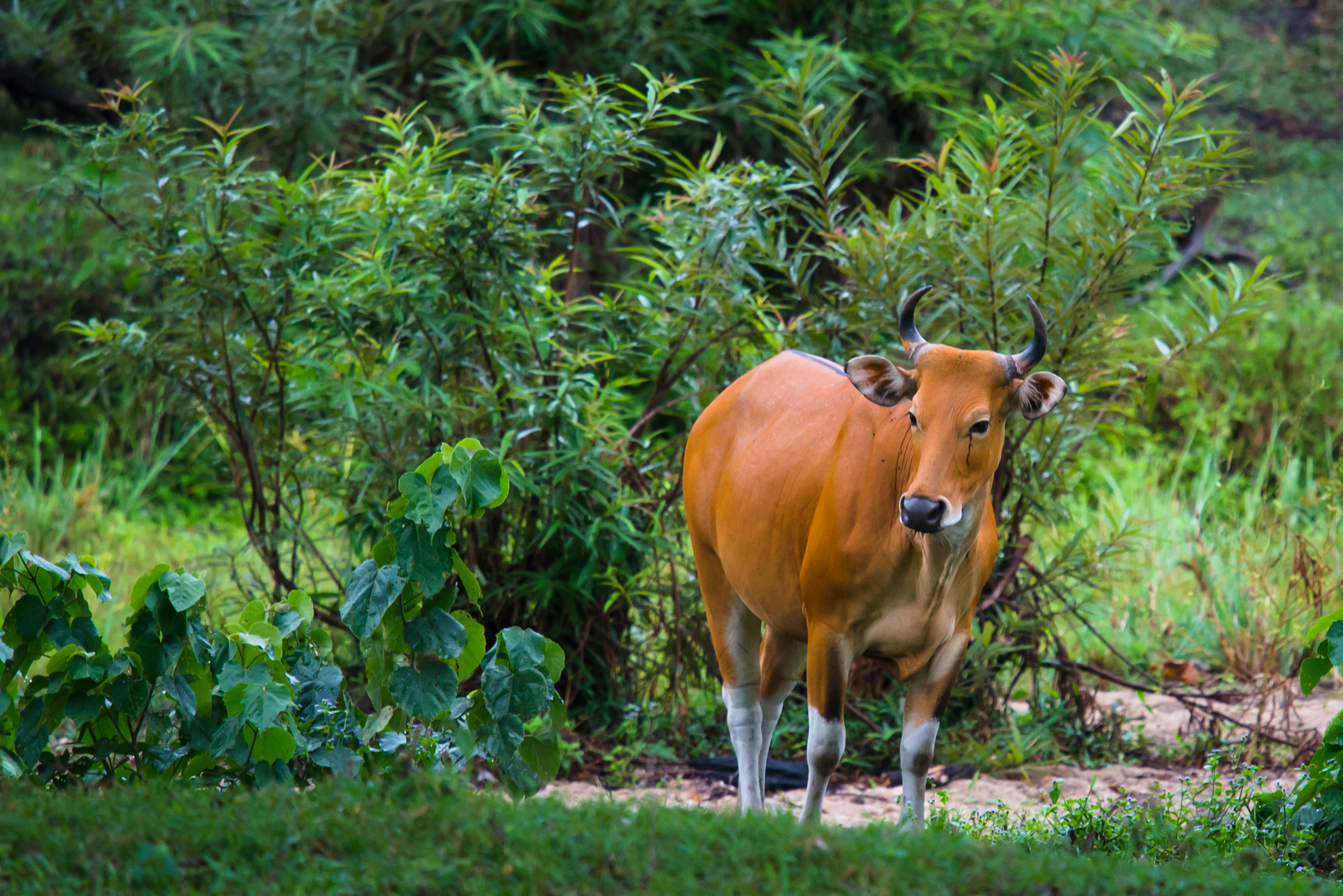
Wilder Banteng in Huai Kha Khaeng

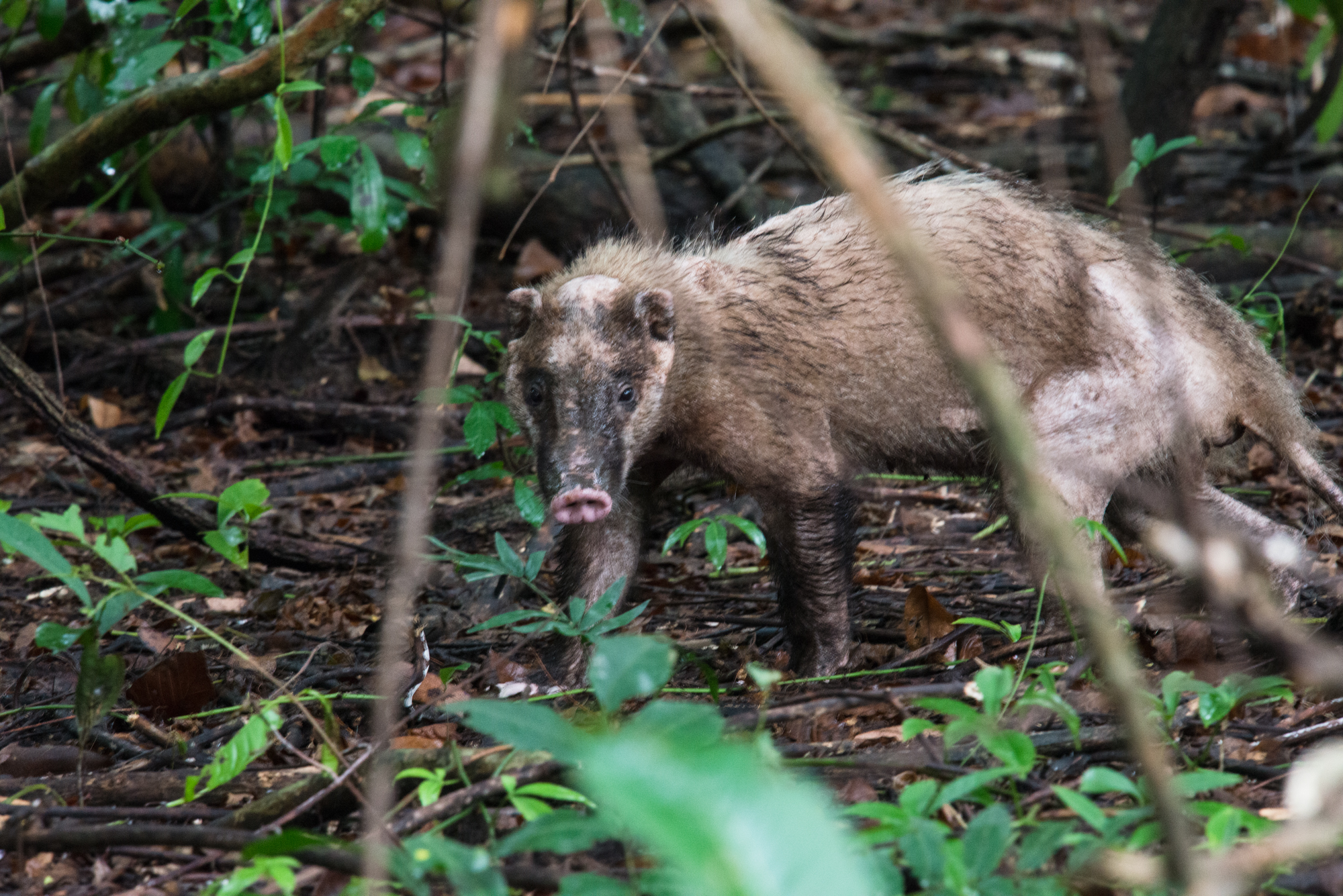
Schweinsdachs in Huai Kha Khaeng

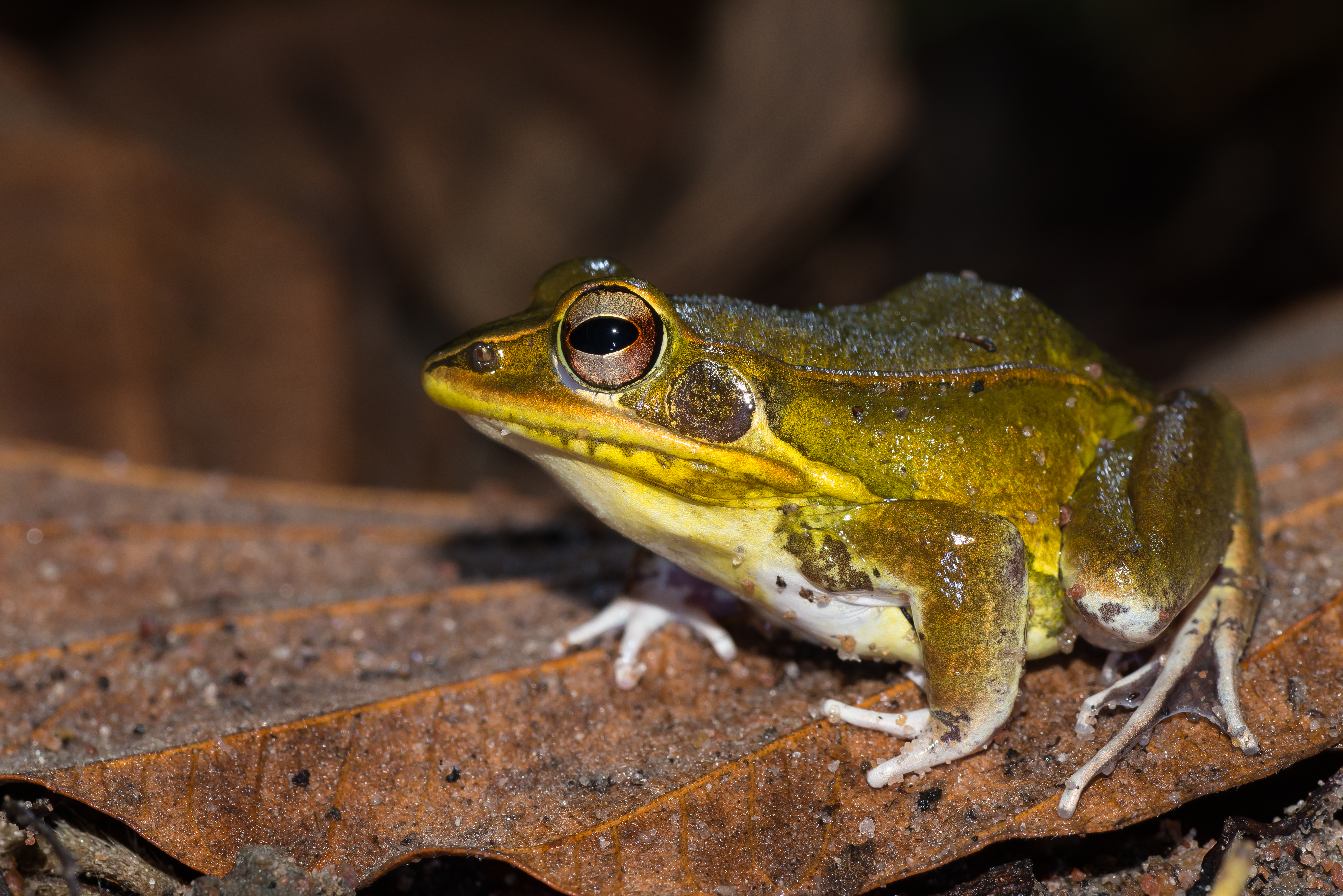
Kokarit-Frosch (Pelophylax lateralis)
in Huai Kha Khaeng

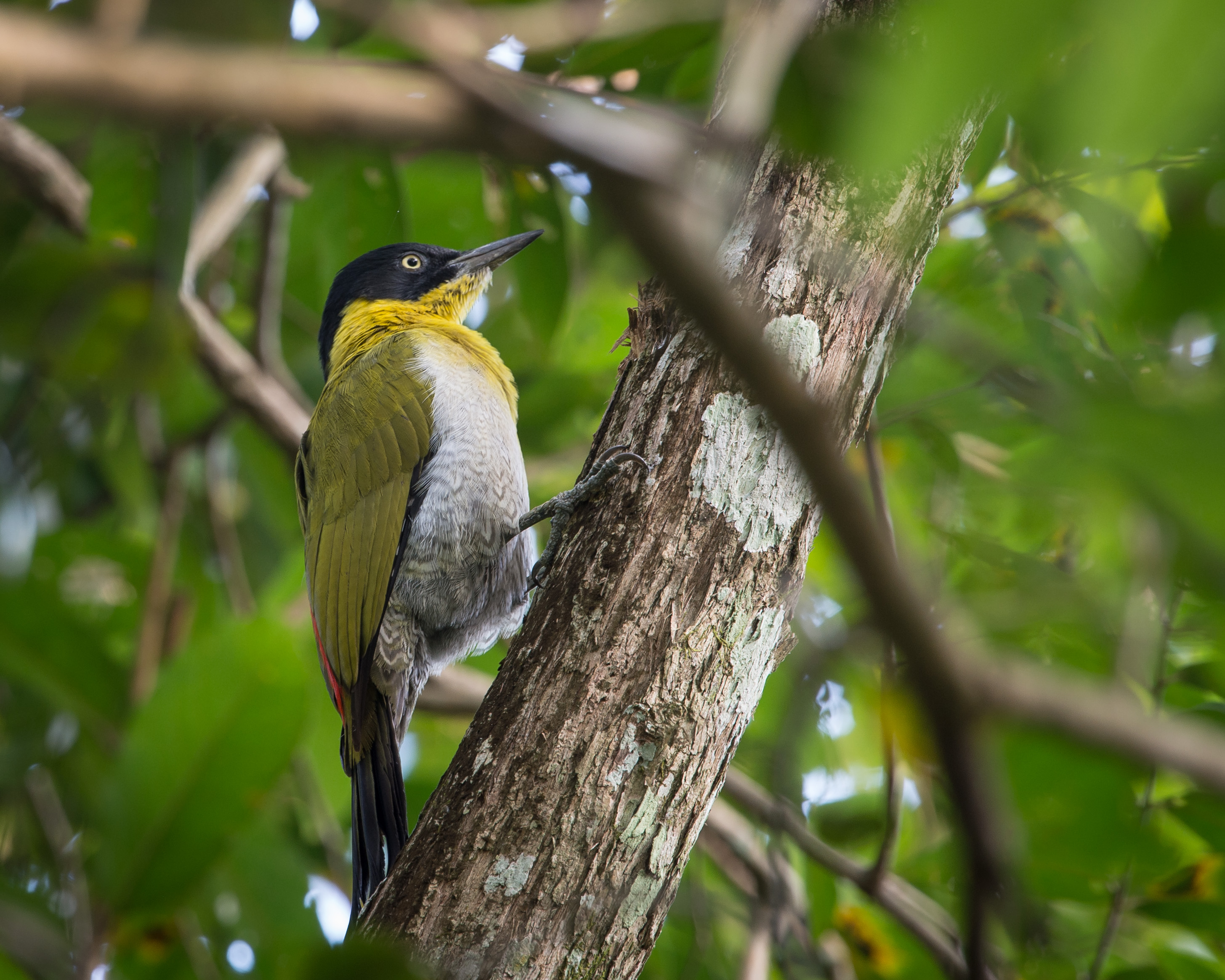
Rotbürzelspecht in Huai Kha Khaeng

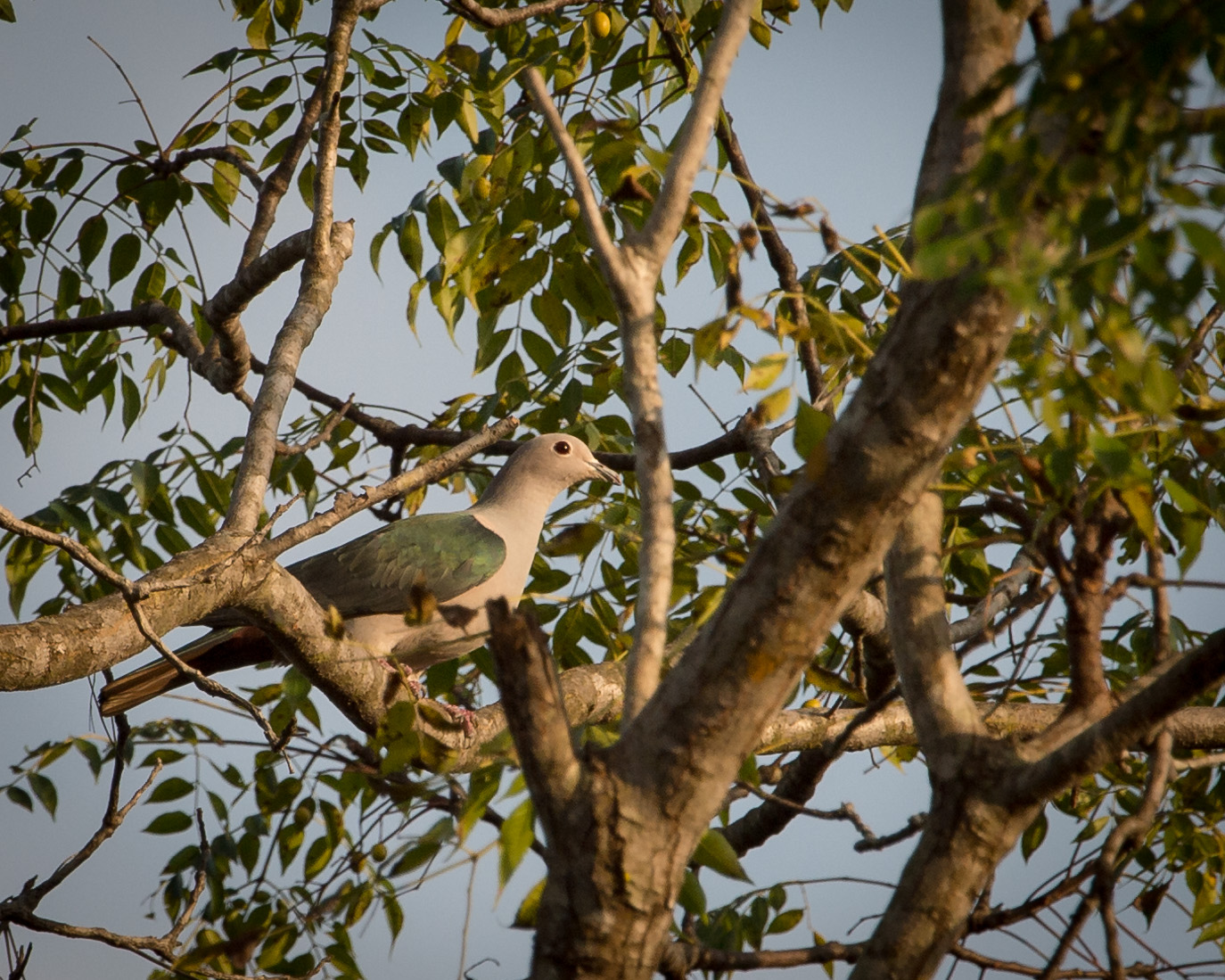
Bronzefruchttaube in Huai Kha Khaeng

Das Wildschutzgebiet ist hauptsächlich mit Wäldern bedeckt, die Berghänge weisen immergrünen Regenwald oder immergrünen Trockenwald auf. In den Feuchtgebieten und entlang der Wasserläufe gibt es auch immergrünen Galeriewald mit zahlreichen Arten an Kletterpflanzen und Epiphyten. Auch sind die in Südostasien seltenen Flügelfruchtgewächse hier zu finden.
Die Größe des Wildschutzgebiets, das ja in die benachbarten Gebiete Thung Yai Naresuan und ins Wildschutzgebiet Umphang übergeht, führt dazu, dass eine ganze Reihe größerer Säugetierarten, die im übrigen Thailand bereits selten oder ganz verschwunden sind, hier noch vorkommen. Zu den bedrohten Arten des Schutzgebietes zählen der Indochinesische Tiger, der im Nationalparkkomplex in seiner weltweit größten Population vorkommt. Hier und in den umliegenden Schutzgebieten leben etwa 154 Tiger. Weitere bedrohte Arten sind Leoparden (die schwarze Form ist hier etwa so häufig wie die gefleckte), Nebelparder, Asiatische Wildhunde, Schabrackentapire, Asiatische Elefanten (etwa 150–200 Tiere), Gaure, Bantengs, Tenasserim-Muntjaks, Schweinshirsche (selten) und der Sumatra-Serau. Darüber hinaus kommen etwa 24–40 Wilde Wasserbüffel, die einzige Population Thailands, vor. Allerdings bestehen Zweifel an der Reinrassigkeit dieser Tiere, da sie sich möglicherweise mit Hauswasserbüffeln vermischt haben. Seit 1965 unbestätigt ist das Vorkommen des Siamesischen Leierhirsches, als noch zwei dieser Tiere geschossen wurden.
Ebenfalls ausgestorben ist das Sumatranashorn, das heute nicht mehr in Thailand vorkommt.
Mindestens zwei Otter-Arten wurden nachgewiesen, der Zwergotter und der Weichfellotter. Im Reservat finden sich alle fünf in Thailand vorkommenden Makakenarten, der Rhesusaffe, der Javaneraffe, der Nördliche Schweinsaffe, der Assam-Makak und der Bärenmakak. Zu den weiteren Affenarten des Gebietes zählen Silberne Haubenlanguren, Phayre-Brillenlanguren und Weißhandgibbons.
Zahlreiche Vogelarten wurden bisher nachgewiesen, unter ihnen auch seltene Arten, wie der Ährenträgerpfau, der Kahlkopfgeier und der Kalij-Fasan. Unter den Reptilien will vor allem der stattliche Bengalenwaran genannt sein.
Insgesamt führt der UNESCO-Bericht 120 Säugetier-, 400 Vogel-, 96 Reptilien-, 43 Amphibien- und 113 Süßwasserfischarten auf.

## Klima
Das Klima ist tropisch-monsunal bis semi-tropisch. Die Regenzeit beginnt im Mai oder Juni und dauert bis in den Oktober. Anschließend ist es trocken und relativ kühl, um dann im März bis zum Mai sehr heiß zu werden.
Die durchschnittliche jährliche Regenmenge liegt im Westen bei 2000 bis 2400 mm, im Osten etwas geringer (1600 bis 2000 mm). Etwa 80 % der Jahresregenmenge wird durch den ausgeprägten Südwest-Monsun gebracht.
Die durchschnittlichen Temperaturen sind:
```
Jahreszeit  Minimum Maximum
Regenzeit    20 °C   33 °C
kühl         10 °C   29 °C
heiß         15 °C   35 °C
```

Die absoluten Temperaturen liegen zwischen 7 und 40 °C.

## Geschichte
Huai Kha Khaeng wurde am 26. August 1972 zusammen mit dem benachbarten Thung Yai Naresuan als Wildschutzgebiet ausgewiesen. 1991 erfolgte dann die Eintragung in die Liste des Weltnaturerbes der Menschheit.
Sporadischen Funden nach zu schließen ist die Gegend bereits seit dem Pleistozän besiedelt, doch steht eine genaue Erforschung noch aus. Heute leben hier einige Angehörige der Bergvölker Thailands (hier Hmong und Karen), die meisten sind bereits in die Provinz Tak umgesiedelt worden.